# Mirtazapin

Mirtazapins systematiska namn är (RS)-1,2,3,4,10,14b-hexahydro-2-metylpyrazino[2,1-a]pyrido[2,3-c]bensazepin.

Mirtazapin är ett antidepressivt läkemedel av typen NaSSA. Mirtazapin lanserades under varunamnet Remeron av det nederländska företaget Organon.
Mirtazapin används ibland förutom vid depression, i kombination med SSRI-preparat även mot insomningssvårigheter vid depression eftersom läkemedlet har sedativ effekt. På grund av sin farmakologiska struktur saknar mirtazapin några av de antikolinerga, serotonerga och adrenerga biverkningar som ofta ses hos SSRI-preparat. Mirtazapin påstås även minska de sexuella biverkningarna från SSRI-preparat genom blockad av serotoninreceptorer.
Vanliga biverkningar är ökad aptit, sömnighet och yrsel.

## Bilder

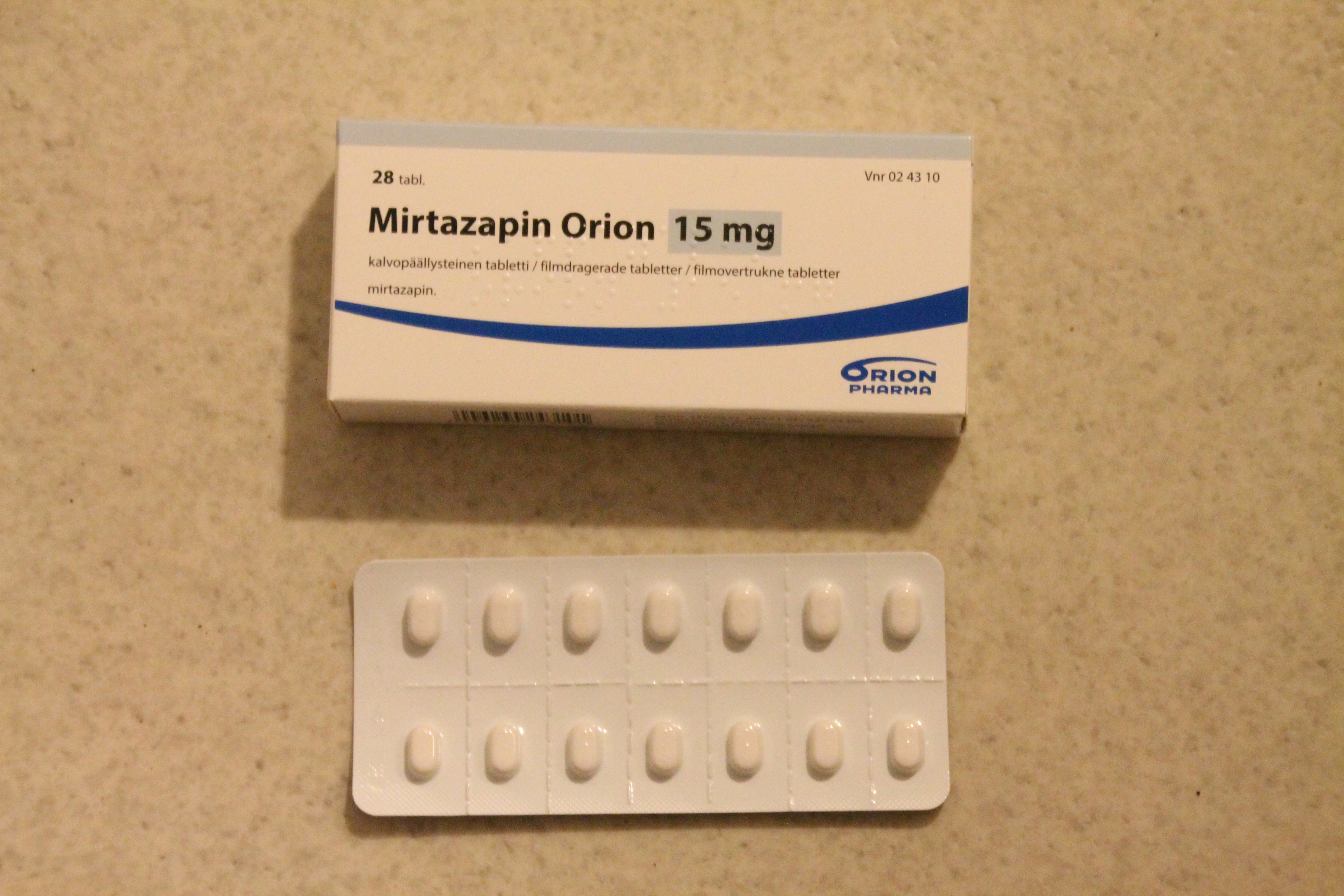
Mirtazapin.